# Richard Richardsson
Pour les articles homonymes, voir Richardsson.

Nils Olov Richard Richardsson est un snowboardeur suédois né le 1er février 1974 à Undersåker. Il a notamment été champion du monde en 1999 et vice-champion olympique en 2002.

## Palmarès

### Championnats du monde
- Championnats du monde 1999 à Berchtesgaden (Allemagne) :
  -  Médaille d'or en slalom géant parallèle[2]

### Jeux olympiques
- Jeux olympiques de 2002 à Salt Lake City (États-Unis) :
  -  Médaille d'argent en slalom géant parallèle[3]